# Lillian Fuchs
Lillian Fuchs Stein (Nova York, 18 de novembre de 1902 – Englewood, Nova Jersey, 5 d'octubre de 1995) fou una violista, mestra i compositora estatunidenca. Provenia d'una família musicalment talentosa: els seus germans, Joseph Fuchs, violinista, i Harry Fuchs, violoncel·lista, van actuar amb ella en els seus nombrosos enregistraments comercials. Els seus fills i nets van seguir els seus passos.

## Estudis
Lillian Fuchs va començar els seus estudis musicals com a pianista, més tard, va estudiar violí amb el seu pare. Amb Louis Svecenski i després amb Franz Kneisel (concertino de l'Orquestra Simfònica de Boston i primer violinista del Kneisel Quartet) va estudiar al New York Institute of Musical Art, que ara és el Juilliard School; va estudiar composició amb Percy Goetchius; va guanyar diversos premis i guardons al graduar-se. Va gaudir d'una educació distingida, passant per l'Escola de Música de Manhattan, el Juilliard School, a l'Aspen Music Festival and School, i la Blue Hill Music School, la qual va fundar amb el seu germà Joseph Fuchs. Martha Strongin Katz, James Wendell Griffith, Geraldine Walther, Lawrence Dutton i Yizhak Schotten van ser els seus estudiants. Dels seus llibres d'estudis per la viola (Twelve Caprices for Viola (1950), Sonata pastorale (1956), Sixteen Fantasy Etudes (1961) i Fifteen Characteristic Studies for Viola (1965)) es fa un ús estàndard avui en universitats i escoles de música al voltant del món. Van ser molt apreciats pel gran violista escocès William Primrose. Fuchs també va compondre una Jota (ed. M. Witmark & Sons 1947) i Caprice fantastique per a violí i piano (1925), i va arranjar el Concert per a violí en Sol (K216) de Mozart per a viola i hi va afegir algunes cadències (1947).

## Carrera com a intèrpret
Va interpretar moltes peces estàndards i no estàndards del repertori per a viola, incloent importants obres del segle xx. Fuchs va ser coneguda pel seu to tebi, bonic, experta en musicalitat i mestra de la tècnica. Va posseir un bon instrument fet per Matteo Goffriller (1659–1742). Va custodiar una altra viola preciosa, de to més fosc, de Gaspare da Salò (1540–1609) la qual tocava amb facilitat, tot i la seva petita alçada, i amb una tècnica impecable; obtenia un to intens i expressiu. Tocava amb un arquet fet pel fabricant d'arquets anglès, John Dodd (1752–1839) que es va vendre el maig de 2014 per 22,800$ a les Subhastes Tarisio. Els arquets de Dodd són sovint més curts que altres arquets de viola, Fuchs premiava la qualitat dels arquets pel major control que permetien i també per la seva curosa pràctica, des que era petita. Va utilitzar una corda La de budell, ja que va considerar un sacrilegi utilitzar una corda La d'acer en un instrument vell italià de tanta qualitat.
Lillian Fuchs va debutar com a violinista a Nova York el 1926, però aviat canvià a la viola a instància de Franz Kneisel (un cop es va sentir a dir, que va agafar per sorpresa a molts dels assistents, que mai va ser la seva idea tocar la viola, ja que considerava que era un instrument massa gran per a ella!). Després fou un dels membres fundadors del Perolé String Quartet, on va tocar la viola des del 1925 fins a mitjans 1940. Va col·laborar amb la Budapest and Amadeus String Quartets (veure a sota) i sovint actuava amb els seus germans Joseph, violinista i Harry, violoncel·lista. Va tocar en un gran nombre de grups de cambra, notablement en el Gremi de Músics, i aparegué com a solista en orquestres importants, incloent la Nova York Philharmonic i l'Orquestra del Festival Casals. El 1947, Bohuslav Martinů va compondre i dedicar els seus Madrigals per violí i viola a Lillian i Joseph Fuchs després de sentir-los actuar els Duos de Mozart a Ajuntament de la ciutat de Nova York.

## Activitat pedagògica
Va ser mestra de la Manhattan School of Music des de 1962, de l'Aspen Summer Institute, Colorado, des de 1964 i a la Juilliard School of Music des de 1971. Fuchs fou també una mestra important de música de cambra, comptant entre els seus alumnes Isaac Stern, Pinchas Zuckerman i Dorothy DeLay. La influència de Lillian Fuchs pot ser vista en les seves dues filles, Barbara Stein Mallow, violoncel·lista, Carol Stein Amado (difunta), violinista, a la seva neta, Jeanne Mallow, violista, i al net, David Amado, director.
Al 1990 va rebre el National Service Award of Chamber Music America.
Va morir a la clínica Actors Fund Nursing Home a Englewood.

## Enregistraments
La majoria dels seus enregistraments de vinil són avui objectes de col·leccionista (poden ser trobats sovint a eBay) i són comercialment impossibles de trobar. DoReMi records ha tornat a llençar un CD amb versions dels seus enregistraments dels volts del 1950 de les Suites per a violoncel de Bach. La seva interpretació de la sisena suite (escrita, de fet, per un instrument de cinc cordes, la viola pomposa) va fer tanta impressió a Pau Casals que, després d'allò, va fer una actuació privada per ell. Casals (dit per Lillian Fuchs) li va dir que les Suites sonaven millor a la viola que en el violoncel. Fuchs va ser la primera en interpretar i enregistrar les Suites de Bach amb la viola.
Una llista completa dels seus enregistraments d'estudi (publicats i sense publicar) i una llista parcial d'enregistraments arxivats:
- Johann Sebastian Bach:
  - Suites completes per a violoncel. Lillian Fuchs, viola. (Doremi CD de DHR-7801)
  - Suite No. 1 en Sol major, Suite No. 3 en Do major. Lillian Fuchs, viola. (Decca LP DL 9914)
  - Suite No. 6 en Re major, Suite No. 2 en re menor. Lillian Fuchs, viola. (Decca LP DL 9544)
  - Suite No. 4 en Mi bemoll major, Suite No. 5 en do menor. Lillian Fuchs, viola. (Decca LP DL 9660)
  - Suite No. 2 en re menor. Lillian Fuchs, viola. Concert en directe enregistrat el 28 de març de 1958 a l'Associació Musical de Harvard (en els arxius de so de l'Associació Musical de Harvard)
- Ludwig van Beethoven: 
  - Serenata en Re major per Flauta, Violí, i Viola, Op. 25. Julius Forner, flauta, Joseph Fuchs, violí, Lillian Fuchs, viola. (Decca LP DL 9574)
  - Serenata en Re major per Violí, Viola, i Violoncel, Op. 8. Joseph Fuchs, violí, Lillian Fuchs, viola, Leonard Rose, violoncel. (Decca LP DL 7506)
  - Quartet de Corda en Do major, Op. 29. Toshiya Eto, Lea Foli, violins; Lillian Fuchs, Rolf Persinger, violes; Leopold Teraspulsky, violoncel. Enregistrat el 21 de juliol de 1967 a l'Amfiteatre d'Aspen, Festival de Música d'Aspen, Aspen, Colorado (Arxiu de la Biblioteca del Comtat de Pitkin, Aspen, Colorado)
  - Trio en do menor, Op. 9, No. 3. Joseph Fuchs, violí, Lillian Fuchs, viola, Harry Fuchs, violoncel. (Decca LP DL 9574)
- Hector Berlioz:
  - Harold en Italie. Lillian Fuchs, viola. El concert viu enregistrat al Carnegie Hall el 20 de febrer de 1968 amb l'Associació de l'Orquestral Nacional, John Barnett, director (veure Leon Barzin). Col·lecció de l'Associació de l'Orquestral Nacional d'enregistraments d'assajos i concerts (1938–1968) al Rodgers i als Arxius Hammerstein de So Enregistrat (Biblioteca pública de Nova York de les Arts en Viu)
- Johannes Brahms:
  - Quartet de Piano No. 1 en sol menor, Op. 25. Joseph Fuchs, violí, Lillian Fuchs, viola, Harry Fuchs, violoncel, Artur Balsam, piano. (Enregistrat entre el 18 i el 30 de setembre del 1953 - Enregistrament no publicat. Es van fer un nombre limitat de còpies.)
  - Quartet de Piano No. 1 en sol menor, Op. 25. Jeaneane Dowis, piano, Sidney Harth, violí, Lillian Fuchs, viola, Leopold Teraspulsky, violoncel. Enregistrat el 14 d'agost de 1972 a l'Amfiteatre d'Aspen, Festival de Música d'Aspen, Aspen, Colorado (Arxiu de la Biblioteca del Comtat de Pitkin, Aspen, Colorado)
  - Quartet de Piano No. 2 en La major, Op. 26. Joseph Fuchs, violí, Lillian Fuchs, viola, Harry Fuchs, violoncel, Artur Balsam, piano. (Enregistrat entre l'1 i 2 d'octubre del 1953 - Enregistrament no publicat. Es va fer un nombre limitat de còpies.)
  - Quartet de Piano No. 3 en do menor, Op. 60. Joseph Fuchs, violí, Lillian Fuchs, viola, Harry Fuchs, violoncel, Artur Balsam, piano. (Enregistrat el 4 d'octubre de 1955 - Enregistrament no publicat. Es va fer un nombre limitat de còpies.)
  - Quintet de Corda en Sol major, Op. 111. Netherlands String Quartet (Nap De Klijn, Jaap Schröder, Violins, Paul Godwin, Viola, Carel van Leeuwen, Violoncel) & Lillian Fuchs, viola. Enregistrat el 13 de juliol de 1966 a l'Amfiteatre d'Aspen, Festival de Música d'Aspen, Aspen, Colorado (Arxiu de la Biblioteca del Comtat de Pitkin, Aspen, Colorado)
  - Sextet de Corda en Sol major, Op. 36. Sidney Harth, Teresa Harth, violins; Lillian Fuchs, Abraham Skernick, violes; Zara Nelsova, Leopold Teraspulsky, violoncels. Enregistrat entre el juliol i agost del 1965 a l'Amfiteatre d'Aspen, Festival de Música d'Aspen, Aspen, Colorado (Arxiu de la Biblioteca del Comtat de Pitkin, Aspen, Colorado)
  - Sonata en fa menor per viola i piano Op. 120 No. 1. Lillian Fuchs, viola, Edward Mobbs, piano. Enregistrament del directe del 28 de març de 1958 a l'Associació Musical de Harvard (en els arxius de so de l'Associació Musical de Harvard)
- Claude Debussy:
  - Sonata de  Flauta, Viola, i Arpa. Julius Baker, flauta, Lillian Fuchs, viola, Laura Newell, arpa. (Decca LP DL 9777)
- Antonín Dvořák:
  - Quartet de piano en Mi bemoll major, op. 87. Donald Weilerstein, violí, Lillian Fuchs, viola, Laszlo Varga, violoncel, Rudolf Firkušný, piano. Enregistrat el 28 de juny de 1976 a l'Amfiteatre d'Aspen, Festival de Música d'Aspen, Aspen, Colorado (Arxiu de la Biblioteca del Comtat de Pitkin, Aspen, Colorado)
- William Flackton:
  - Sonata en Sol major per Viola. Lillian Fuchs, viola. Enregistrament del recital del 28 de març de 1958 a l'Associació Musical de Harvard (en els arxius de so de l'Associació Musical de Harvard)
  - Sonata Pastoral. Lillian Fuchs, viola. Enregistrat el 2,4 i 17 de gener de 1957. (Decca LP MG5414/5)
- Bohuslav Martinů:
  - Tres Madrigals per Violí i Viola. Joseph Fuchs, violí, Lillian Fuchs, viola. (Decca LP DL 8510)
  - Rhapsodie-Concerto. Lillian Fuchs, viola. El concert viu enregistrat al Carnegie Hall el 6 de març de 1962 amb l'Associació de l'Orquestral Nacional, John Barnett, director. Col·lecció de l'Associació de l'Orquestral Nacional d'enregistraments d'assajos i concerts (1938–1968) al Rodgers i als Arxius Hammerstein de So Enregistrat (Biblioteca pública de Nova York de les Arts en Viu)
  - Sonata per Viola. Lillian Fuchs, viola. Enregistrat el 4 de febrer de 1957. (Decca LP MG5414/5)
- Jacques de Menasce:
  - Sonata per Viola i Piano (1955). Lillian Fuchs, viola, Artur Balsam, piano. (Decca LP MG5414/5 i CRI LP CRI 154)
  - Sonata per Viola i Piano (1955). Lillian Fuchs, viola, Edward Mobbs, piano. Enregistrament del concert en directe del 28 de març de 1958 a l'Associació Musical de Harvard (en els arxius de so de l'Associació Musical de Harvard)
- Darius Milhaud:
  - Sonata No. 1 per viola & piano (1944). Lillian Fuchs, viola, Edward Mobbs, piano. Enregistrament del concert en directe del 28 de març de 1958 a l'Associació Musical de Harvard (en els arxius de so de l'Associació Musical de Harvard)
- Wolfgang Amadeus Mozart: 
  - Divertimento per Trio de Corda en Mi bemoll, K.563. Joseph Fuchs, violí, Lillian Fuchs, viola, Paul Tortelier, violoncel. (Koch CD 3-7004-2 Arxivat 2017-03-12 a Wayback Machine.)
  - Duos per Violí i Viola, K423, K.424. Joseph Fuchs, violí, Lillian Fuchs, viola. (Columbia LPMS 6292/ML 5692)
  - Duo No. 2 en Si bemoll, K.424. Joseph Fuchs, violí, Lillian Fuchs, viola. (Decca LP DL 8510)
  - Quartet de piano en Mi bemoll major, K. 493. Robert Mann, violí, Lillian Fuchs, viola, Leopold Teraspulsky, violoncel, Claude Frank, piano. Enregistrat el 28 de juliol de 1973 a l'Amfiteatre d'Aspen, Festival de Música d'Aspen, Aspen, Colorado (Arxiu de la Biblioteca del Comtat de Pitkin, Aspen, Colorado)
  - Quintet de Corda en Do major, K.515 Amadeus Quartet (Norbert Brainin, Siegmund Nissel, Peter Schidlof, Martin Lovett) & Lillian Fuchs, viola. Enregistratel14 de juliol de 1965 a l'Amfiteatre d'Aspen, Festival de Música d'Aspen, Aspen, Colorado (Arxiu de la Biblioteca del Comtat de Pitkin, Aspen, Colorado)
  - Trio Mi bemoll per Clarinet, Viola, i Piano, K498 "Kegelstatt". Reginald Kell, clarinet, Lillian Fuchs, viola, Mieczysław Horszowski, piano. (Decca LP 9543, Deutsche Grammophon CD 000480602)
  - Simfonia Concertant en Mi bemoll, K364. Joseph Fuchs, violí, Lillian Fuchs, viola, Aeterna Chamber Orchestra, Frederic Waldman, director. (Decca LP DL 710037)
  - Simfonia Concertant en Mi bemoll, K364. Joseph Fuchs, violí, Lillian Fuchs, viola, Zimbler Sinfonietta. (Deutsche Grammophon LP LPE 17 124)
  - Simfonia Concertant en Mi bemoll, K365. Joseph Fuchs, violí, Lillian Fuchs, viola, Prades Festival Orchestra, Pau Casals, director. (Koch CD 3-7004-2 Arxivat 2017-03-12 a Wayback Machine.)
  - Simfonia Concertant en Mi bemoll, K364. Joseph Fuchs, violí, Lillian Fuchs, viola, Nova York Philharmonic Orquestra, Rafael Kubelik, director. El concert en viu va ser enregistrat el 23 de febrer de 1958 al Carnegie Hall.
- Albert Roussel:
  - Trio per Flauta, Viola, i Violoncel, Op. 40. Julius Baker, flauta, Lillian Fuchs, viola, Harry Fuchs, violoncel. (Decca LP DL 9777)
- Franz Schubert:
  - Quintet de Piano en La major, opus pòstum 114, D. 667, "Trout". Lea Foli, violí, Lillian Fuchs, viola, Claus Adam, violoncel, David Walter, contrabaix, Brooks Smith, piano. Enregistrat el 21 d'agost de 1976 a l'Amfiteatre d'Aspen, Festival de Música d'Aspen, Aspen, Colorado (Arxiu de la Biblioteca del Comtat de Pitkin, Aspen, Colorado)
- Virgil Thomson:
  - Sonata da Chiesa (1926). Lillian Fuchs, viola, Peter Simenauer, clarinet, Fred Mills, trompeta, Paul Ingraham, trompa, Edward Erwin, trombó, Virgil Thomson, director. (CRI LP 207, Hi-Fi/Stereo Review LP)
- Ralph Vaughan Williams:
  - Flos Campi. Lillian Fuchs, viola. Enregistrament del concert en viu enregistrat al Carnegie Hall el 20 de febrer de 1968 amb l'Associació Nacional Orquestral, John Barnett, director i el Cor de Múscia de l'Escola de Mannes, Harold Aks, director (veure Mannes College The New School for Music. Col·lecció de l'Associació de l'Orquestral Nacional d'enregistraments d'assajos i concerts (1938–1968) al Rodgers i als Arxius Hammerstein de So Enregistrat (Biblioteca pública de Nova York de les Arts en Viu)